# Ahmose Si-Tayit
Ahmose Si-Tayit có thể là vị Phó vương của Kush đầu tiên. 
Có thể chức vụ này đã được nắm giữ bởi một người con trai của Pharaon Ahmose I trước khi Ahmose Si-Tayit được bổ nhiệm làm phó vương, nhưng lại không có bằng chứng thuyết phục nào cho một vị phó vương như vậy.
Trước Si-Tayit, quyền lực ở Kush dường như nằm trong tay của một vị quan tên là Hormeni, ông ta là thị trưởng của Hierakonpolis.
Ahmose Si-Tayit đã đảm nhiệm chức vụ Phó vương dưới triều đại của Ahmose I và Amenhotep I. Ngay đầu triều đại của Amenhotep I, chức vụ này đã được truyền lại cho người con của Si-Tayit là Ahmose Turo. Chức vụ phó vương này không phải là một chức vụ cha truyền con nối, và nó đã không được truyền lại cho con trai của Turo là Patjenna.